# 上哈爾布施泰因阿爾卑斯山脈

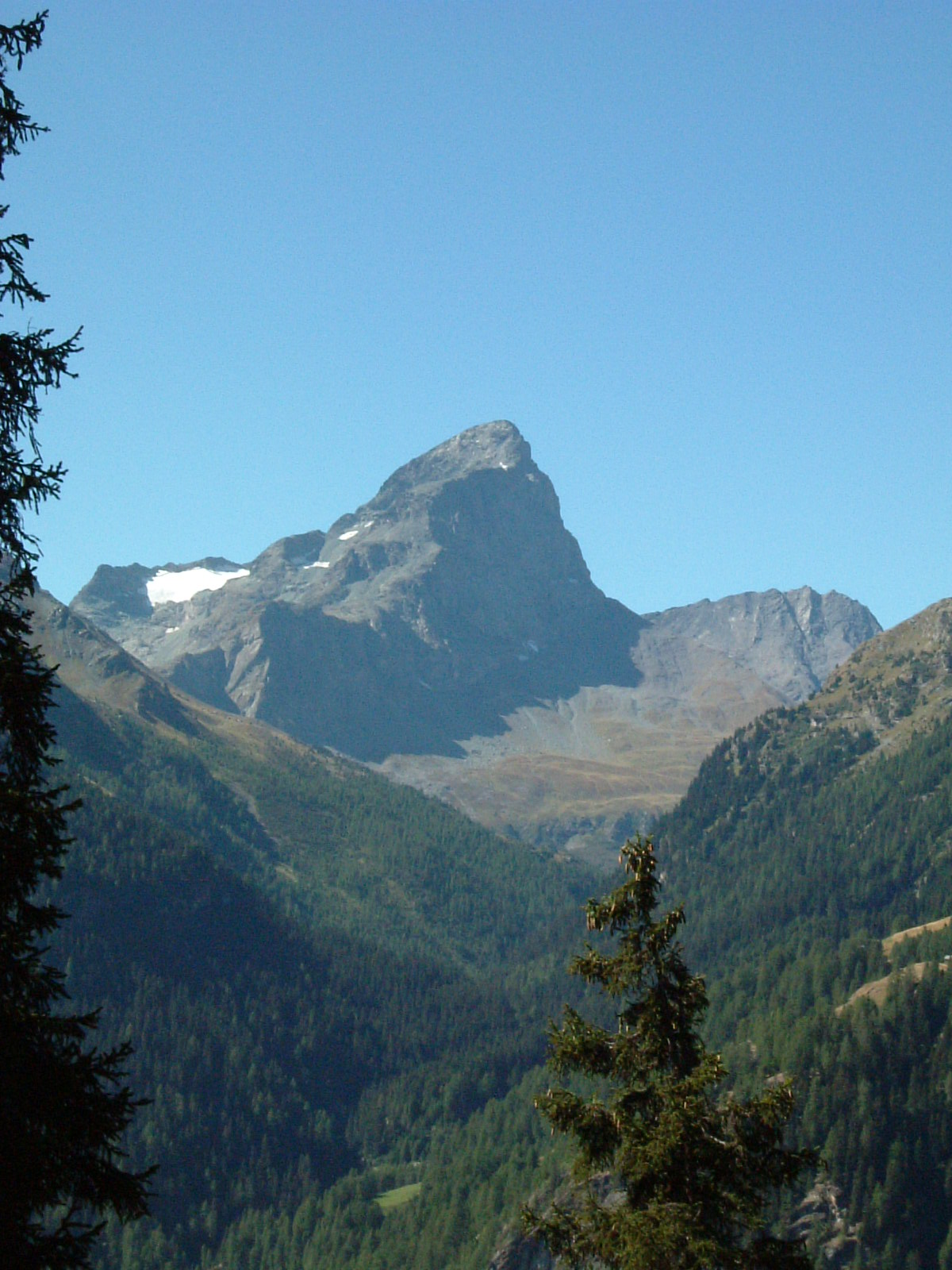

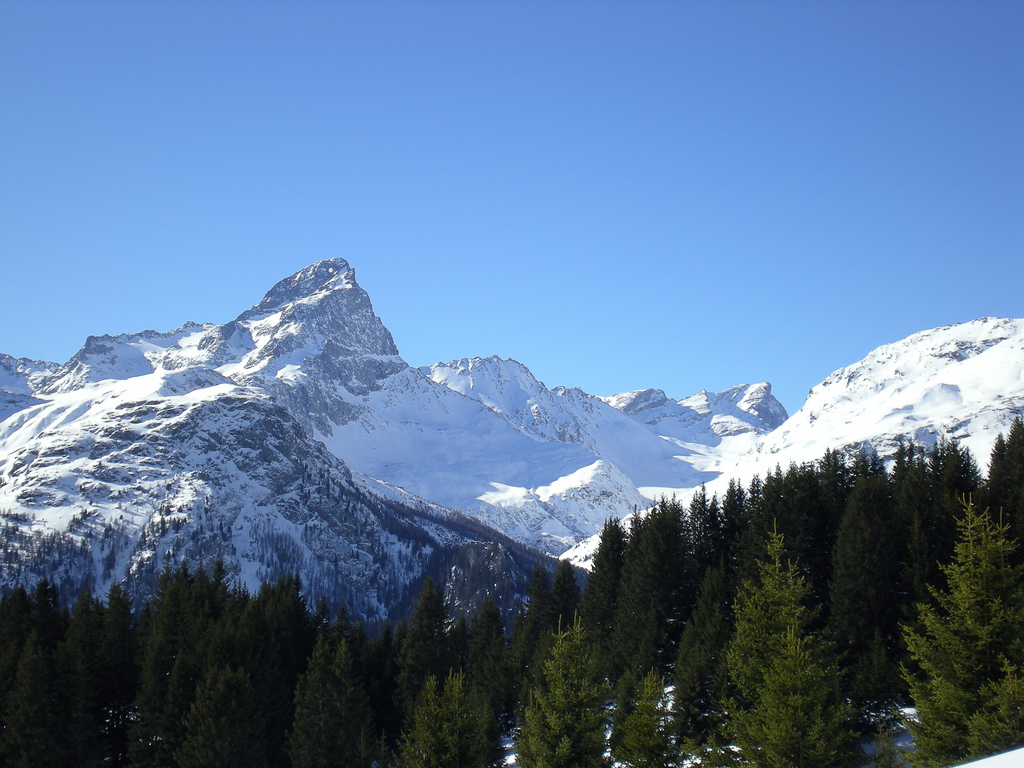

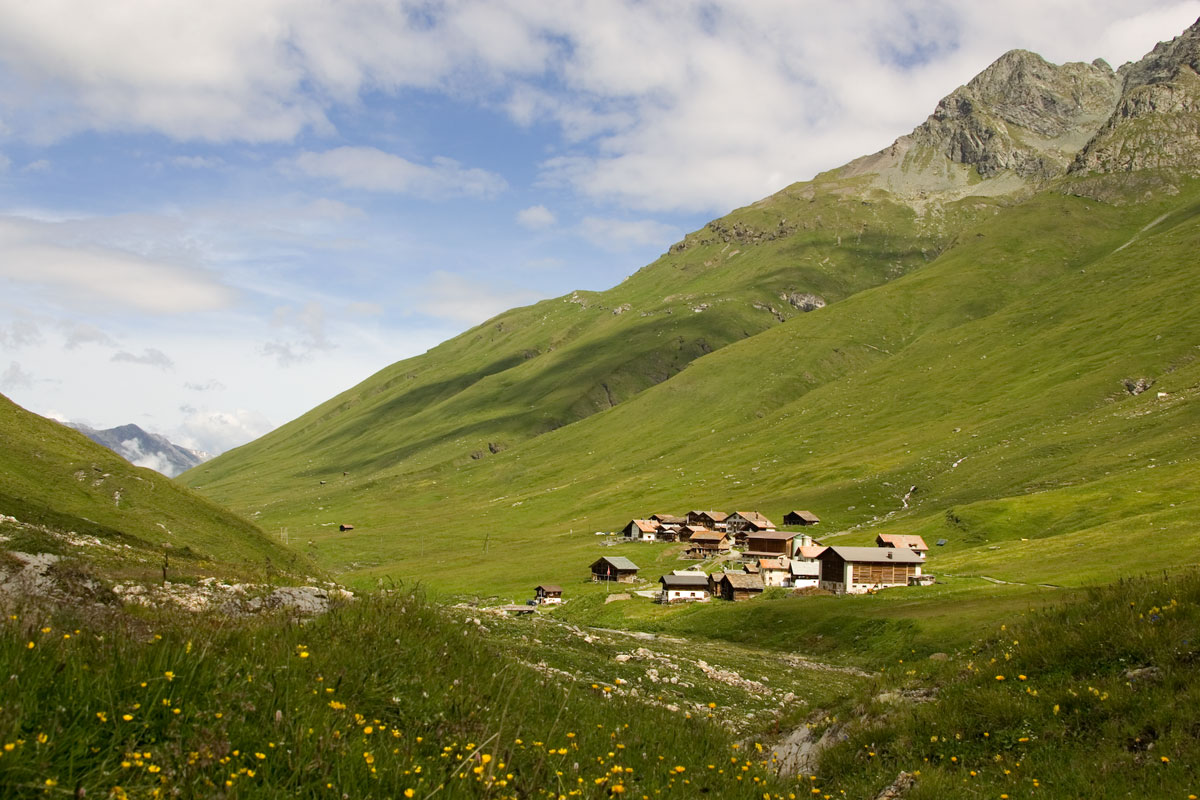

上哈爾布施泰因阿爾卑斯山脈是歐洲的山脈，是中阿爾卑斯山脈的一部分，橫跨瑞士東部格勞賓登州和意大利北部倫巴底，最高點海拔高度3,386米。